# Евтимий Зографски
Евтимий Зографски е български духовник, архимандрит, игумен на Зографския манастир.

## Биография
Роден е като Богомил Пенчев Цанев в 1926 година в тревненското село Енчовци. В 1969 година Евтимий заминава за Света гора по молба на Светия синод на Българската православна църква, за да попълни малобройното братство на Зографския манастир. Игумен на манастира е румънецът архимандрит Дометий, от килията „Свети Ипатий“ на Ватопедския манастир. Той влиза в разногласия с братството и си подава оставката, а манастирският събор единодушно избира отец Евтимий за игумен на манастира.
Умира в 1994 година.